# Pedro Pablo León
Pedro Pablo León (29 de juny de 1943 - 9 de maig 2020) fou un futbolista peruà.
Va formar part de l'equip peruà a la Copa del Món de 1970. Destacà com a jugador d'Alianza Lima, Barcelona SC de Guayaquil o Deportivo Galicia de Veneçuela.